# Milena Titoneli
Milena Titoneli Guimarães, född 6 augusti 1998 i São Caetano do Sul, är en brasiliansk taekwondoutövare.

## Karriär
Titoneli började med taekwondo 2012 och redan 2014 deltog hon vid ungdoms-OS i Nanjing. I juli 2018 tog Titoneli brons i 67 kg-klassen vid panamerikanska mästerskapen i Spokane. I maj 2019 tog hon brons i 67 kg-klassen vid VM i Manchester. I juli 2019 tog Titoneli guld i 67 kg-klassen vid panamerikanska spelen i Lima efter att ha besegrat amerikanska Paige McPherson i finalen.
I juni 2021 tog Titoneli guld i 67 kg-klassen vid panamerikanska mästerskapen i Cancún efter att ha besegrat mexikanska Victoria Heredia i finalen. Följande månad tävlade Titoneli i 67 kg-klassen vid OS i Tokyo, där hon förlorade bronsmatchen mot ivorianska Ruth Gbagbi. I maj 2022 tog Titoneli återigen guld i 67 kg-klassen vid panamerikanska mästerskapen i Punta Cana efter att ha besegrat mexikanska Leslie Soltero i finalen. I oktober 2022 tog hon guld i 67 kg-klassen vid sydamerikanska spelen i Asunción efter att ha besegrat ecuadorianska Mell Mina i finalen. Följande månad tog Titoneli sitt andra brons i 67 kg-klassen vid VM i Guadalajara.
I maj 2024 tog Titoneli brons i 67 kg-klassen vid panamerikanska mästerskapen i Rio de Janeiro.